# کاناب (یوتا)
کاناب (به انگلیسی: Kanab) شهری در ایالت یوتا کشور ایالات متحده آمریکا است که جمعیت آن در سرشماری سال ۲۰۱۰ میلادی، ۴٬۳۱۲ نفر بوده‌است.